# Eulasia hyrax
Eulasia hyrax är en skalbaggsart som beskrevs av Truqui 1848. Eulasia hyrax ingår i släktet Eulasia och familjen Glaphyridae. Inga underarter finns listade i Catalogue of Life.